# Etniczne klimaty
Etniczne klimaty – magazyn telewizyjny TVP3 Kraków poświęcony mniejszościom narodowym (Białorusinom, Litwinom, Niemcom, Ormianom, Słowakom, Ukraińcom, Żydom) oraz mniejszościom etnicznym (Karaimom, Kaszubom, Łemkom, Mazurom, Romom, Warmiakom i Tatarom). Program zajmuje się też imigrantami (Afgańczykami, Arabami, Gujańczykami, Kenijczykami, Kurdami i Wietnamczykami, w programie wystąpił także Senegalczyk).

## O programie
Ukazuje się co miesiąc od 30 marca 2002 w TVP3, od 2007 w TVP Info. Od października 2009 ukazywał się w wymiarze 12 minut tygodniowo. Program jest skierowany do ponad miliona obywateli polskich innej narodowości, religii czy języka, a także do Polaków pragnących poznać różnorodność kulturową oraz historię własnej ojczyzny. Ukazuje warunki, jakie mają mniejszości w Polsce, czyli zachowanie własnej tożsamości, tradycji, kultury i języka. Ukazuje też ich codzienne problemy i osiągnięcia. Program ma za zadanie przekonać widzów, by traktowali inność jako inspirację, a nie jako zagrożenie, ponieważ ich akceptacja i życzliwość nie kłóci się z polskim patriotyzmem. W październiku 2003 roku program Etniczne klimaty został wyróżniony na przeglądzie programów telewizji regionalnych grupy Wyszehradzkiej w Ostrawie. 5 lutego 2009 roku prezydent Bolesławca przyznał programowi Etniczne klimaty wyróżnienie specjalne za promocję miasta w 2008 roku.